# Dionicio Cerón
Dionicio Cerón, född den 9 oktober 1965 i Toluca de Lerdo, är en mexikansk före detta friidrottare som tävlade i långdistanslöpning.
Ceróns främsta merit är när han deltog vid VM i Göteborg 1995 där han blev silvermedaljör bakom Martín Fiz i maraton. Han vann maratontävlingar i London och Rotterdam.

## Personliga rekord
- Maraton - 2:12.13